# Goniodiscaster pleyadella
Goniodiscaster pleyadella är en sjöstjärneart som först beskrevs av Jean-Baptiste Lamarck 1816.  Goniodiscaster pleyadella ingår i släktet Goniodiscaster och familjen Oreasteridae. Inga underarter finns listade i Catalogue of Life.